# Prosphaerosyllis longipapillata
Prosphaerosyllis longipapillata är en ringmaskart som först beskrevs av Hartmann-Schröder 1979.  Prosphaerosyllis longipapillata ingår i släktet Prosphaerosyllis och familjen Syllidae. Inga underarter finns listade i Catalogue of Life.